# Allotoca goslinei
Espèce
Statut de conservation UICN

EW : Éteint à l'état sauvage
Allotoca goslinei est une espèce de poissons de la famille des Goodeidae. Décrite pour la première fois en 1987, elle était autrefois endémique du bassin du río Ameca dans l’État mexicain de Jalisco. Elle est désormais éteinte à l’état sauvage.

## Description
En moyenne, les mâles mesurent 31,9 mm de long et les femelles 33,6 mm de long et la longueur standard maximale connue est d’environ 50 mm. Cette espèce est sexuellement dimorphe en coloration et en longueur de nageoire. Notamment, les mâles ont une nageoire dorsale plus longue que les femelles.

## Répartition
A. goslinei habitait de petites mares qui alimentent le río Ameca et préférait résider dans des eaux calmes et peu profondes sous les algues et les plantes flottantes.

## Conservation
Parmi la seule population connue, on observe un déclin du nombre d'individus dans les années 1990 puis dans les années 2000. Un déclin plus rapide a eu lieu après l’introduction de Xiphophorus helleri.

## Noms vernaculaires
Selon FishBase (23 mai 2023) :
- en espagnol (Mexique), Tiro listado
- en anglais, Banded allotoca
- en allemand, Goslines Hochlandkärpfling

Cette espèce n'a pas de nom vernaculaire français.

## Systématique
L'espèce Allotoca goslinei a été décrite en 1987 par les ichtyologistes américains Michael Leonard Smith (d) et Robert Rush Miller (1916-2003),.

## Synonyme
Avant d'être décrite, cette espèce était classée sous le taxon Neoophorus sp. Uyeno (d) et al., 1983.

## Étymologie
Son épithète spécifique, goslinei, lui a été donnée en l'honneur de l’ichtyologiste américain William Alonzo Gosline (d) (1915–2002) pour ses recherches sur les poissons cyprinodontoïdes.

## Publication originale
- (en) Michael Leonard Smith et Robert Rush Miller, « Allotoca goslinei, a New Species of Goodeid Fish from Jalisco, Mexico », Copeia, Société américaine des ichtyologistes et des herpétologistes, vol. 1987, no 3,‎ 5 août 1987, p. 610-616 (ISSN 0045-8511 et 1938-5110, OCLC 1565060, DOI 10.2307/1445653, JSTOR 1445653).